# Mopalia phorminx
Mopalia phorminx är en blötdjursart som beskrevs av Berry 1919. Mopalia phorminx ingår i släktet Mopalia och familjen Mopaliidae. Inga underarter finns listade i Catalogue of Life.